# ジョナサン・ゴーブル
ジョナサン・ゴーブル（Jonathan Goble、1827年3月4日 - 1896年5月1日）は、アメリカ北部バプテストの宣教師、聖書販売人、軍人。

## 生涯
父ガーショム・ゴーブル、母エミーの3男3女の第1子、長男としてアメリカ合衆国ニューヨーク州スチューベン郡ウェイン村に生まれる。11歳の時に父が死去し、数年後に母が再婚したのち、祖父ジョナサンの元に残された。その後、荒れた生活となり、1846年には強盗未遂罪で刑務所に入り2年間服役した。1847年、獄中で回心し、1848年に出所した後に故郷のバプテスト教会でバプテスマ（洗礼）を受けた。
1851年、ペリー艦隊の乗員募集に応募しアメリカ海兵隊員となる。「ミシシッピ号」に乗り組み、琉球、浦賀、横浜、下田、箱館に上陸。琉球でベッテルハイムと出会い、日本でのキリスト教伝道の志を与えられた。1854年、ミシシッピ号で帰国した際に漂流民仙太郎と同乗。
1855年10月、ニューヨーク州マデイソン郡ハミルトン村のマディソン学園中等部に仙太郎（のち退学）と共に入学。1856年4月14日、エリザ・ウィクスと結婚したため、学則により退学し、のち聴講生として復学。
1858年よりアメリカ・バプテスト自由伝道協会（American Baptist Free Mission Society、ABFrMS）に対して、自分を宣教師として派遣するよう働きかけを始めた。1859年5月、ABFMS第16回総会で日本派遣宣教師に任命された。ただし、定まった給与はなくすべて寄付金だけでまかなう自給宣教師であった。
1860年4月 ゴーブル夫妻、仙太郎と供に神奈川に到着。J・C・ヘボン、S・R・ブラウンが住んでいた成仏寺の庭に小屋を建てて住む。
1861年11月11日 ジェームス・ハミルトン・バラ宣教師、神奈川に到着。成仏寺に入居する。
1862年 ゴーブル一家居留地110番に移る。仙太郎は成仏寺に残り、Ｊ・Ｈ・バラの使用人となる。
1864年1月 幕府より居留地167番の土地(約755坪)がＳ・Ｒ・ブラウンとＪ・Ｈ・バラに外人礼拝所建築敷地として下付される。
1868年12月 ゴーブル、居留地167番に小会堂を建築。Ｊ・Ｈ・バラ、一時帰国。
1869年4月 ゴーブル、山手48番にバラ邸を建築。
1870年11月25日 Ｊ・Ｈ・バラ一家、帰日。
1871年11月28日 - 12月5日 小会堂とＪ・Ｈ・バラ邸の建築と管理の費用をめぐりＪ・Ｈ・バラと領事裁判。ゴーブルが勝訴。
1871年12月13日 ゴーブル、岩倉使節団の船に同船して帰国。